# ジョージ秋山
ジョージ 秋山（ジョージ あきやま、本名：秋山 勇二（あきやま ゆうじ）、1943年〈昭和18年〉4月27日 - 2020年〈令和2年〉5月12日）は、日本の漫画家。

## 経歴
1943年、東京都の日暮里で出生。姉、兄、弟、妹それぞれ1人ずつの5人きょうだいの次男。父は腕のいい朝鮮人の造花職人だった。第二次世界大戦中は栃木県田沼町に疎開した。10歳のとき父親が事業に失敗し足利市へ転居。極貧生活を経験する。子供の頃から漫画を描き出し、中学2年生で漫画本を自作した。
高校への進学を勧められたが、親兄弟のことを考えて中学卒業後に上京し、神田の貸本漫画の取次店、芳明堂に就職。芳明堂に勤務しながら、取次として担当した若木書房に原稿を持ち込んだり、漫画家の前谷惟光邸へ日参して、漫画家を目指した。前谷惟光の名義で出版されたのが初単行本となる。また、貸本単行本『風魔』（東邦漫画出版社）に秋山勇二名義で『嵐と忍者』が掲載され、白土三平に選評されている。
芳明堂を退職後はアルバイトを転々としながら日本放送映画でテレビアニメ『戦え!オスパー』を手伝う。その後、講談社へ持ち込みを続け、やがて編集者からの紹介で1年半ほど森田拳次に師事した。アシスタントをしつつ貸本漫画に作品を発表し、「別冊少年マガジン」1965年新年号に「いじわるE」が掲載され、これがデビュー作と思われる。その年、「少年画報」に「トッピナ作戦」、「冒険王増刊」に「ロボット戦争」を掲載、1966年に掲載の『別冊少年マガジン』（講談社）に『ガイコツくん』が成功、翌年に連載を依頼された『パットマンX』がヒットして、1968年の講談社児童まんが賞を受賞。ギャグ漫画で成功したことから、『ざんこくベビー』『コンピューたん』『ほらふきドンドン』『デロリンマン』などペーソスあふれるギャグを得意としたギャグ漫画家であった。
1970年になって、3月から週刊少年サンデー（小学館）に『銭ゲバ』を、8月から週刊少年マガジン（講談社）に『アシュラ』をそれぞれ発表し、それまでの作風からは想像もつかない露悪的ともいえる描写で人間の善悪やモラルを問い、世間の注目を浴びた。『アシュラ』第1話には飢餓から人肉を食べ、我が子までをも食べようとする女の描写がある。これを掲載した1970年8月2日号の『週刊少年マガジン』は一部地域で有害図書指定され、作者秋山にも取材が殺到し、一躍時の人になる。
騒動の渦中の1971年11号の『週刊少年サンデー』にて『告白』を連載開始した。人を殺した過去があるという告白を掲載した翌週には先週の告白は嘘であると書くという行為を繰り返して虚実ない交ぜの過去をつづった後に、数多く持っていた連載を全て終了させ、一時引退を宣言。6月より日本一周の放浪の旅に出る。
それから3か月後、1971年34号の『週刊少年ジャンプ』（集英社）にて『ばらの坂道』で復帰。以後は青年誌にも活動の場を広げ、1973年12月5日発売の『ビッグコミックオリジナル』（小学館）19号より『浮浪雲』の連載を開始。同作品は幕末の東海道・品川宿で、物事に執着せず、ふわりと生きる問屋場の頭、浮浪雲を主人公に、男女の機微や市井の人々の喜怒哀楽を描いた時代劇漫画である。幅広い支持を得る大ヒット作となり、1977年度の花園大学の入試問題にも使われたほか、渡哲也主演（1978年、テレビ朝日）とビートたけし主演（1990年、TBS）で、2度テレビドラマ化されたこともある。連載は44年もの長きに渡り、2017年9月に最終回を迎えた。
1980年から1984年まで『週刊漫画ゴラク』（日本文芸社）にて成人向け漫画『ピンクのカーテン』を連載し、同作品は1982年から日活ロマンポルノで成人映画化された。映画版は好評により、1983年までに3本が製作される人気シリーズとなり、主演した美保純を日活ロマンポルノの看板スターに押し上げた。
聖書の漫画化を手がけたことで、その存在をさらに印象付けた。この漫画版『聖書』は幻冬舎より発行されている。
2020年5月12日死去。77歳没。各種権利は個人事務所「有限会社ジョージ秋山」が管理している。

## 受賞
- 第9回講談社児童まんが賞（『パットマンX』）
- 第24回（昭和53年度）小学館漫画賞青年一般部門受賞（『浮浪雲』）

## 人物
中学時代の知能指数は120。身長は170cm。
ペンネームについては、ドラマーのジョージ川口のような感じでバンドマン風にしたかったとのこと。若気の至りでつけたものだと語っている。
「漫画は嫌い」「漫画を読むとバカになる」「手塚治虫の作品は読んだことがない」と述べているが、テレビアニメ『戦え!オスパー』の仕事をともにした漫画家のとりいかずよしによると、実際には漫画を愛しており、手塚治虫についてもとても尊敬していて、手塚の写真を額に入れて飾っていたという。「嘘ばっかりついてんだから」「独特の照れ隠し」と、秋山がなかなか本心を明かさないことをとりいは説明している。
1984年に連載開始するも短期で打ち切りとなった『海人ゴンズイ』について当時『週刊少年ジャンプ』編集長を務めていた西村繁男は、「秋山さんは話すとすごく面白い人。でも肝心の漫画（ゴンズイ）が全然面白くない。少なくともジャンプ読者からの人気アンケートでは最下位だった。」と語っている。
『銭ゲバ』がドラマ化された際、劇中で使用されるへのへのもへじの絵を描いた。

## 作品リスト
- ガイコツくん（1966年 - 1968年、別冊少年マガジン、全1巻） - 初連載作品
- パットマンX（1967年1号 - 1968年50号、週刊少年マガジン、全5巻） - 第9回講談社児童まんが賞受賞
- タレントくん (1967年2月号 - 6月号、ぼくら)
- キリストくん (1967年8月号 - 12月号、ぼくら)
- 怪盗ラレロ (1968年11月号 - 1969年4月号、ぼくら)
- ほらふきドンドン（1969年6号 - 1970年31号、週刊少年マガジン、全5巻）
- 黒ひげ探偵長（1969年6号 - 19号、週刊少年ジャンプ、全1巻）
- アマゾンくん (1969年4月号 - 12月号、別冊少年マガジン、全1巻)
- コンピューたん（1969年6月号 - 1970年6号、少年画報、全1巻）
- ざんこくベビー（1969年1号 - 1971年24号、週刊少年チャンピオン、全1巻） - 創刊号から連載
- サド伯爵 (1969年9月号 - 1970年7月号、冒険王)
- デロリンマン（1969年20号 - 1970年39号、週刊少年ジャンプ、全2巻） - 哲学的ギャグとされる本作はリメイクの後に単行本化、「元祖デロリンマン」に改題
- どくとるナンダ（1969年1号 - 1970年23号、週刊ぼくらマガジン、全2巻） - 創刊号から連載
- 銭ゲバ（1970年13号 - 1971年6号、週刊少年サンデー、全5巻）
- ヒトモドギヒョウタンゴミムシ (1970年7号 - 13号、少年画報)
- ズッコケ仁義 (1970年20号 - 46号、週刊少年キング）
- アシュラ（1970年32号 - 1971年22号、週刊少年マガジン、全3巻） - 第1話が掲載された『週刊少年マガジン』は各自治体で有害図書指定され社会問題に発展した最大の問題作
- ギョロメンハカセ (1970年36号 - 1971年13号、週刊ぼくらマガジン)
- 現約聖書（1970年41号 - 1971年23号、週刊少年ジャンプ、全1巻） - 2001年に『傑作未刊行作品集NO.3』で初単行本化されたが、「惣次郎流転編」の全11話は未収録
- 告白（1971年11号 - 21号、週刊少年サンデー、全1巻）
- ずんばらりん (1971年13号 - 21号、週刊少年キング）
- ばらの坂道（1971年34号 - 1972年20号、週刊少年ジャンプ、全3巻）
- 怪力ボンゴ (1971年37号 - 1972年13号、週刊少年チャンピオン、全1巻)
- ハガクレＭ之助 (1971年40号 - 51号、週刊少年マガジン)
- ザ・ムーン（1972年14号 - 1973年18号、週刊少年サンデー、全4巻）
- ゴミムシくん（1972年14号 - 1973年32号、週刊少年チャンピオン、全5巻）
- 日本列島蝦蟇蛙 (1972年7月24日号 - 1973年4月9日号、平凡パンチ, 全3巻)
- 青春喜劇　父が泣いてる上州路（1973年4月号、別冊少年ジャンプ 読切）[15]
- ピコピコロボベエ (1973年5月号 - 1975年6月号、冒険王、全2巻）
- これで演歌→ねこまんまのジョージ（1973年5月号 - 1974年4月号、別冊少年チャンピオン、全1巻）
- 独眼目明し捕物帖 天牛（1973年6月25日号 - 1975年2月10日号、ビッグコミック、全1巻）
- 灰になる少年（1973年39号 - 49号、週刊少年ジャンプ、全1巻）
- 浮浪雲（1973年12月20日号 - 2017年10月5日号、ビッグコミックオリジナル、全112巻)
- どはずれ天下一（1974年6・7合併号 - 35号、週刊少年ジャンプ）
- 電撃ハリキリ娘ピンチー（1974年30号、32号、34号 - 48号、週刊少年マガジン、全1巻）
- ジョージ秋山漫画教室 (1974年8月号 - 1977年7月号、別冊少年マガジン→月刊少年マガジン)
- よたろう→花のよたろう（1974年34号 - 1979年1号、週刊少年チャンピオン、全15巻） - ギャグ漫画として連載開始したが、内容変更に伴い題名を修正
- スターダスト (1974年40号 - 48号、1975年5・6合併号 - 11号、週刊少年キング、全1巻)
- 涙をこらえろ!（1975年、汐文社） - 短編集
- 新・日本列島蝦蟇蛙・耳鳴りのする朝 (1975年2月10日号 - 8月11日号、平凡パンチ、全1巻)
- デロリンマン（1975年36号 - 1976年13号、週刊少年マガジン、全3巻） - 旧作のリメイクだが終盤の展開が大きく異なる、詳しくは同項参照
- 名作落語全集 (1976年1月号 - 9月号、月刊少年チャンピオン、全1巻)
- サギバッパ（1976年2号 - 24号、週刊少年サンデー）[16]
- ぼんくら同心（1976年25号 - 1977年15号、週刊少年マガジン、全4巻）
- 戦えナム（1976年9月号 - 1977年8月号、マンガ少年、全2巻）- 創刊号から連載
- ピンチー＆ポッキー (1976年9月30日号 - 1977年3月3日号、女性自身)
- ココロマン（1977年1号 - 15号、マンガくん) - 創刊号から連載
- ほらふき説法 (1977年1月27日号 - 8月11日号、GORO）
- ほらふきドンビンジャン（1977年4月号 - 1979年3月号、小学三年生） - 後にコロコロコミックに再録 (1978年4月号 - 10月号)。ジョージ秋山は本作以降、純粋な意味でのギャグ漫画は描いていない
- 青春の河 (1977年29号 - 1978年12号、週刊少年サンデー、全3巻)
- 俺の青春 (1977年8月18日号 - 1978年6月5日号、パワァコミック、全3巻)
- 青の洞門 (1977年9月号 - 1979年3月号、マンガ少年、全1巻)
- 岡っ引ひぐらし (1978年7月29日 - 1979年1月13日、まんがドンキィ、全1巻) - 創刊号から連載
- 花の咲太郎 (1978年35号 - 1979年49号、週刊少年マガジン、全7巻）
- 終三十郎 (1978年9月25日号 - 1979年9月10日号、ビッグコミック)
- ギャラ（1979年45号 - 1981年17号、少年キング、全8巻）
- 蓮華又三郎（1980年、日刊ゲンダイ）
- SEXドクター 尖三郎（1980年3月13日号 - 1982年7月1日号、プレイコミック、全7巻）
- フーライブルース (1980年2号、4号、6号、9号 - 1981年3号、5号、ヤングマガジン)
- 暮れ六つ同心（1980年8月号 - 1981年?月号、グッドコミック、全3巻) - 創刊号から連載
- がんばれトカゲくん (1980年8月号 - 1981年6月号、少年ポピー) - 創刊号から連載
- ピンクのカーテン（1980年10月20日号 - 1984年11月16日号、週刊漫画ゴラク、Part1:全15巻、Part2:全6巻）
- シャカの息子（1981年31号 - 50号、週刊少年ジャンプ、全2巻）
- スパットマンX（のちに「パットマスターX」に改題）1981年11月号 - 1982年10月号、 コミックボンボン）- 創刊号から連載
- あんじんさん (1982年7月10日号 - 1983年6月10日号、ビッグコミック、全1巻)
- 超人晴子（1982年9月9日号 - 1984年1月19日号、モーニング、全3巻）- 創刊号から連載
- 海人ゴンズイ（1984年40号 - 50号、週刊少年ジャンプ、全1巻）
- フィッシュラーゲ (1985年1月4・11号 - 12月20日号、週刊漫画ゴラク、全5巻）
- フランケンシュタインシンドローム少女 (1985年3月号 - 1986年3月号、マガジン・ノン、全1巻)
- 恋子の毎日（1985年24号 - 1992年15号、漫画アクション、全32巻）
- うれしはずかし物語（1986年1月10・17日号 - 12月19日号、週刊漫画ゴラク、全5巻）
- くどき屋ジョー（1986年11月15日号 - 1987年5月15日号、7月15日号～12月15日号、ビッグコミックスペリオール、全4巻）
- 高校友侠伝 パフォーマンス岩次郎（1988年6号 - 10号、13号 - 1989年16号、ヤングキング、全3巻）
- ラブリン・モンロー（1989年33号 - 1993年12号、週刊ヤングマガジン、全13巻）
- 教祖タカハシ (1990年6月15日号 - 1992年1月1日号、週刊ポスト、全1巻)
- 國里小久璃子の性涯 (1992年27号 - 1993年12号、漫画アクション、全3巻)
- 「浮浪雲(はぐれぐも)」の親子塾（1993年、経済界）
- 女形気三郎（1993年2月28日号 - 2002年頃、ビッグコミックオリジナル増刊、全7巻）
- 博愛の人（1993年6月号 - 1996年8月号、ビッグゴールド、全8巻）
- ケネディ (1995年8号 - 1996年10号、漫画アクション、全5巻）
- スンズクの帝王 オリは毒薬 (1995年6月27日号 - 1996年1月号、スーパージャンプα →MANGAオールマン、全1巻)
- ドブゲロサマ（1995年8月号 - 1996年3月号、月刊少年ガンガン、全1巻）
- 捨てがたき人々（1996年9月号 - 1999年3月号、ビッグゴールド、全5巻）
- 弘法大師空海（1997年3号 - 1999年8号、MANGAオールマン、全6巻） - 2015年、KADOKAWA/中経出版から全3巻で文庫化[17]。
- 金権満女リカ (1998年11号 - ?、漫画アクション)
- ブルースの錠	(1999年 - ?、漫画アクション、全3巻)
- 生きなさいキキ（2001年 - 2002年、漫画サンデー、全4巻）
- 極道の娘（2002年、アサヒ芸能、全1巻）
- WHO are YOU（2002年、ビッグコミックオリジナル増刊、全1巻） - 雑誌掲載時は秋山勇二名義
- 岡っ引き天牛（2003年 - 2005年、コミック乱ツインズ、全1巻）
- 武士道というは死ぬことと見つけたり（2004年、幻冬舎）
- マンガ中国入門 やっかいな隣人の研究（2005年、飛鳥新社） - 監修は黄文雄。秋山本人の他、作品のキャラも多数出演。
- はぐれ指南 ほろ酔いで長生き（2007年、新潮社）
- おんなたらしの作法 (2008年、宙出版）
- 銭ゲバの娘プーコ/アシュラ完結編（2009年、青林工藝舎）
- ドストエフスキーの犬（2010年、青林工藝舎） - 35年振りとなる短編集
- アマゾンくん/ドブゲロサマ（2010年、青林工藝舎）
- 貝原益軒の養生訓（2010年、海竜社）

## 関連人物

### 師匠
- 森田拳次

### アシスタント
- てらお太平葉 - 1970年から2003年にかけてアシスタントを務めた。現在、イラスト、挿絵、児童画などを制作。東京練馬区で活動、2年に一度個展を開く。
- イエス小池 - 1978年から2017年まで約40年にわたってアシスタントを務めた。その人生をつづったブログが評判になり、2008年にブログの単行本化、『漫画家アシスタント物語』を刊行。 同年、1991年に発表した『覇王の船』を加筆訂正し、『劇画 蟹工船 覇王の船』（宝島社）として文庫化。
- ツカサ久賀[18] - 1969年から1978年までアシスタントを務めた。1978年に『ブルーなあいつ』、1979年に続編の『マイラブサニー』を『週刊少年キング』で連載し、いずれも1クールの短期連載に終わった。『漫画家アシスタント物語』によると一時漫画家をやめた時期があったが再開し、1984〜1987年に『別冊漫画ゴラク』で『親不孝通り』を連載し、その後漫画家を引退した。『親不孝通り』の単行本が日本文芸社より2巻まで出ていた。
- すがやみつる - 秋山のアシスタントだった清つねおが知人だったことから、清が病気になったとき、外部アシスタントとして一時期仕事を手伝った。アシスタントとしては破格のギャラをはずんでくれたという[19]。

### 家族
- 秋山命 - 秋山の長男で、スポーツや情報番組にて活動している放送作家。秋山の作品の映画化・アニメ化のプロデュースを行っている。

## 関連本
- ジョージ秋山, 大島剛:「漫画家本 ジョージ秋山本」、小学館、ISBN 978-4098503490（2021年5月28日）。※ 没後の追悼出版。